# Luca Carlevarijs
Luca Carlevarijs lub Carlevaris (ur. 20 stycznia 1663 w Udine, zm. 12 lutego 1730 w Wenecji) – włoski malarz i rytownik późnego baroku i rokoka, pierwszy wedutysta wenecki.
Pochodził z Friuli. Był synem malarza Giovanniego Leonarda. W 1679 po śmierci rodziców wraz z siostrą Cassandrą przeniósł się do Wenecji, gdzie osiadł w parafii Anioła Rafała, zamieszkując tam aż do śmierci.
W 1699 poślubił Giovannę Succhietti. Ze względu na ścisłe związki ze szlachecką rodziną Zenobio (hrabia Pietro Zenobio był świadkiem na jego ślubie i ojcem chrzestnym jego pierworodnego syna) - zyskał przydomek Luca da Ca’ Zenobio. Swoją wiedzę architektoniczną wykorzystał jako konsultant w 1712 w Conegliano oraz w 1714 w Udine. Nie jest pewne, czy odbył podróż do Rzymu. Latem 1728 ciężko zapadł na zdrowiu, zmarł dwa lata później.
Początkowo malował sceny religijne w stylu późnego baroku. Szybko jednak zainteresował się scenami krajobrazowymi i morskimi. Na przełomie wieków XVII i XVIII zaczął tworzyć weduty. W 1704 namalował pierwsze capriccio. W l. 1712-1714 tworzył wyłącznie fantazje architektoniczne, przedstawiające panoramy wyimaginowanych portów. W 1703 opublikował dzieło Le Fabriche e Vedute di Venetia disegnate, poste in prospettiva et intagliate da Luca Carlevaris (Gmachy i widoki Wenecji, odrysowane, rozmieszczone i ryte przez Lukę Carlevarisa) – zawierające serię wspaniałych sztychów (104 miedzioryty).
Jego twórczość dała początek weneckiej szkole malarstwa wedutowego i wywarła duży wpływ m.in. na Canaletta.

## Wybrane dzieła
- Kobieta odwrócona tyłem - Victoria and Albert Museum, Londyn
- Kobieta z wachlarzem – Victoria and Albert Museum, Londyn
- Nabrzeże od strony Pałacu Dożów – Sanssouci, Poczdam
- Nabrzeże od strony Pałacu Dożów (ok. 1710) – Ermitaż, St. Petersburg
- Nabrzeże z fragmentem Pałacu Dożów – Galleria Nazionale d’Arte Antica, Rzym
- Pejzaż morski – Museo Correr, Wenecja
- Pejzaż z karawaną i wodospadem – Ca’ Zenobio, Wenecja
- Pejzaż ze sceną targową - Ca’ Zenobio, Wenecja
- Piazzetta i Biblioteka – Ashmolean Museum, Oksford
- Plac Świętego Marka z żonglerami - Sanssouci, Poczdam
- Port morski (ok. 1690) – Ca’ Zenobio, Wenecja
- Przyjęcie ambasadora brytyjskiego w Pałacu Dożów (1707) – Museum and Art Gallery, Birmingham
- Przyjęcie ambasadora cesarskiego Colloredo w Wenecji (1726) – Galeria Drezdeńska, Drezno
- Regaty na Canale Grande – J. Paul Getty Museum, Los Angeles
- Regaty na Canale Grande na cześć Fryderyka IV z Danii – Zamek Frederiksborg, Hillerød
- Szlachcic - Victoria and Albert Museum, Londyn
- Widok na nabrzeże z Mennicą i Komorą celną (1705-10) – Galleria Nazionale d’Arte Antica, Rzym
- Widok portu (ok. 1710) – Royal Collection, Londyn
- Widok portu rzecznego – Ca’ Rezzonico, Wenecja